# 이지 (1527년)

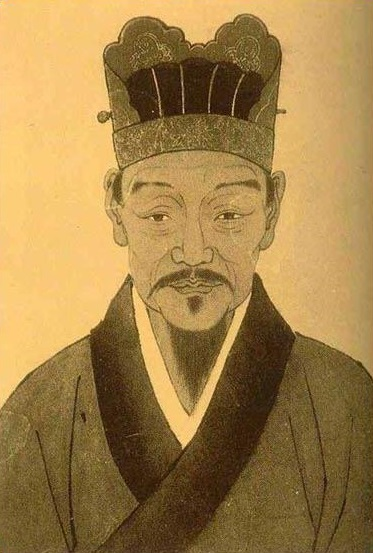
이지 초상화

이탁오(李卓吾: 1527년 11월 19일［음력 10월 26일］~1602년 5월 7일［음력 3월 16일］)는 중국 명나라의 양명좌파 사상가이다. “잘나신 나”라는 뜻의 “탁오”는 자이고, 휘는 이지(李贄)다. 호는 온릉(溫陵)이었다. 초명은 임재지(林載贄)였으나 이후에 종가의 성(姓)을 따라 이지로 개명했다. 복건성(福建省) 천주부(泉州府) 진강현(晋江縣)(오늘날 푸젠성 취안저우) 출신이다. 유학자이면서 이슬람교도였으며, 당대 성리학자들로부터 기행을 한다고 비난을 받았다.

## 생애
이탁오의 관직 생활은 하남성·북경·남경의 하급 관리 및 남경형부원외랑(南京刑部員外郞)을 거쳐, 51세 때 운남성 요안부(姚安府)의 지부(知府)가 되었다가 쉰네 살 때 그만둔 것이 전부이다.
<자찬(自贊>에서 이탁오는 자신의 성질은 편협하고, 성급하며, 얼굴 표정은 거만하고, 마음은 미치광이라고 스스로 평했다. 사람들과 교제 범위는 아주 좁고, 만나면 매우 친밀해지지만, 상대를 미워하면 그와 절교하고 나아가 평생 그 사람을 고통스럽게 하려고 한다고 말했다. 그리고 실제로는 따뜻한 옷, 풍성한 음식을 바라지만 절개를 지키기 위해 굶어 죽은 백이와 숙제를 담고자 한다는 등, 이상과 실상, 말과 행동, 즉 입과 뱃속이 몹시 다르다고 했다. 이러한 자기 평가를 말 그대로 받아들여선 안 된다. 여기엔 반어적 분위기가 넘쳐난다. <고결설>에서 그는 고결함을 좋아하기에 오만하고 성급하며 마음이 좁다고 말하기 때문이다. 그는 권세나 부 등 외적인 것에는 일절 신경 쓰지 않고, 어떤 사람이 가지고 있는 내적인 것(착하고 좋은 점)만을 바라보려 애썼다.
이탁오의 성격은 지극히 독선적인 데다가 외곬수였다. 그는 사람들과 시비를 즐겼으며, 매사에 도전적이고 전투적으로 대했다. 게다가 기행을 좋아하고, 반유교적이고 파괴적 언사를 자주 써서 당대 사회에서 큰 주목을 끌었다. 결국, 그는 당대 명나라 사상계에서 이단으로 몰리게 되었다. 1602년(만력 30년) 부패한 관료층의 탄압을 받아 '도를 혼란케 하고 세상을 미혹하게 했다'라는 죄목을 받아 사상범으로 체포되었고, 옥중에서 목을 베어 자결했다. 향년 76세였다.
이탁오는 양명학의 창시자인 왕양명(王陽明)과 왕기(王畿)를 도를 얻은 진인(眞人)의 불사자(不死者)라면서 존숭했다. 그의 사상에서 〈동심설(童心說)〉, 역사 비판에서 선악과 현부(賢否)의 상대화 등은 양명학의 발전이면서 동시에 불교나 노장 사상의 영향도 받았다.

## 사상

### 동심설(童心說)
이탁오 사상의 핵심에 놓여 있는 학설이다. 《분서》 제3권에 실린 글에서 유래한다. 이 글에서 이탁오는 먼저 동심(童心)을 진심(眞心, 참다운 마음)이라고 말한다. 이때의 동심은 "거짓이 전혀 없고 순진무구한 최초 일념(一念)의 본심"을 뜻한다. 이 마음을 잃으면 참다운 인간(眞人)이 아니게 된다. 어떻게 해서 그 마음을 잃어버리게 되는 것일까?
사람은 동심을 갖고 태어난다. 하지만 자라면서 귀와 눈을 통해 외부로부터 듣고 보는 것 여러 가지가 들어가 세상에 대한 지혜도 발달한다. 그 때문에 동심이 방해를 받고 거짓 행동(假事)이나 거짓말(假言)을 일삼게 되고, 결국 동심을 상실한다. 참다운 인간의 마음을 상실하고, 가짜 인간(假人)이 되는 것이다.
이러한 논리를 바탕으로 이탁오는 천하에서 최고로 치는 문장은 당시(唐詩, 당나라 시), 원곡(元曲, 원나라 연극), 명나라 소설 《수호전》 등과 같이 동심에서 출발한 작품들이라고 주장한다. 이에 비해 육경(六經)이나 《논어》, 《맹자》 같은 경서들에는 동심이 담겨 있지 않다. 육경, 《논어》, 《맹자》는 공부 못 하는 제자들이 스승의 설명을 조금씩 알아들은 걸 모아 놓은 책이거나 권위에 약한 사관들이 함부로 성인을 추어올리면서 쓴 책이기 때문이다. 이런 책들은 성인의 마음을 직접 전한 것이 아니고, 도학자들이 핑계나 변명 거리로 삼기 위한 것에 불과하다.
이탁오가 말하는 동심은 욕망도 포함하여, 살아 있는 인간의 적나라한 마음에 가깝다. 그 반대편에 있는 거짓 마음은 동심을 압착하여 그것을 어떤 주형에 넣으려는 기성 질서나 도덕관, 권위를 뜻한다. 구체적으로는 옛 경전의 권위를 구실 삼아 강요되는 기성 도덕의 가르침이다. 이탁오는 이를 도리의 견문이라고 말한다. 이러한 견문이 사람 내부에 주입되면 진실한 마음인 적나라한 동심은 사라진다. 그 탓에 사람은 가짜 인간이 되고, 거짓 행동을 일삼으며, 스스로를 의심하지 않게 된다. 한마디로, 이탁오가 거짓으로 부정하는 건은 사회의 기성관념, 현재의 거짓 사회관계다. 구체적으로는 당대 유행했던 주자학적 도통 관념, 또는 그 관념에 사로잡혀 자신의, 인간의 진실한 희망이나 욕구를 망각하는 일이다.
이탁오에 따르면, 사람은 거짓을 끊고 순수하게 참다운 최초의 일념인 본심, 즉 하지 않으려 해도 어찌할 수 없는, 적나라한 동심에 바탕을 두고 진실에 충실한 삶을 살아야 한다. 그것이 참다운 삶이고, 그러한 삶에 의해 구축된 진실을 따라 바람직한 사회관계나 이념을 실현해 나가야 한다. 이러한 참다움은 기존 사회 통념에 대해서는 파괴적이다. 반면 바람직한 미래의 사회상에 대해서는 창조적으로 작용한다.

## 저서

### 《분서》(焚書)
이탁오의 저작으로 전6권이며 《속분서》(續焚書) 5권이 부가됐다. 이 저서는 이탁오가 관직을 그만두고, 호북성 황안현(黃安縣)에 살던 경정향(耿定向)의 집에서 거하다가 사상적 대립으로 절교한 후 마성현(麻城縣) 용호(龍湖)의 지선원(芝仙院)에 거주하던 시절(59세 이후) 십여 년 동안 써 놓은 서간, 수필, 시 등을 모은 문집이다. 이 저서에서 대표적 논문은 제3권에 수록된 〈동심설(童心說)〉이다. 어린아이의 마음을 잃어버리는 것은 보고 들은 지식이 밖으로부터 들어와 안의 주인이 되고, 도리가 들어와 안의 주인이 되기 때문이라면서, 특히 도리를 부정적으로 간주했다. 그의 주장에 따르면, 음란을 가르치는 《서상기》, 도둑을 가르치는 《수호전》 등과 같은 속문학(俗文學)이 고금의 지극한 문장[至文]이고, 6경(六經)·《논어》·《맹자》는 도학자들의 핑계로 삼는 책으로 위선자를 만드는 원천이다. 이 외에 《분서》에는 “사람이 각각 생지(生知)를 소유하고, 모든 사람이 다 부처가 된다”는 것을 설명하고 (권1 答周西嚴), “의복을 입고 밥을 먹는 것. 이것이 인륜의 물리(物理)이다”(권2 答鄧石陽) 등 독자적이면서 자유로운 견해가 많이 제시되어 있다.

### 《장서》(藏書)
이탁오의 대표적 저작으로 전68권이다. 《속장서》(續藏書) 27권이 부가되어 있다. 《분서》가 그의 문집으로 잡다한 것을 수집한 책이라면, 이 책은 전국 시대에서 원대(元代)까지를 기록한 기전체(紀傳體) 역사서다. 이 책은 이탁오가 지선원에 체류하던 십수 년 동안 저술한 것이다. 서두의 〈장서 세기열전 총목전론〉(藏書世紀列傳總目前論)에서 시비와 선악에는 정체(定體)가 없고, 전부 상대적, 병존적이라고 주장했다. 이는 장자의 사상과 많이 비슷하다. 〈세기총론〉(世紀總論), 〈덕업유신론〉(德業儒臣論), 〈후론〉(後論) 등 이 책의 전반적 논조는 무위(無爲), 무사(無私)에 대한 반론, 공리의 주장, 전통적 가치관 및 규범 의식에 대한 반발, 송유도통론(宋儒道通論)의 부정 등 종래 사서(史書)인 《사기》, 《자치통감》, 《통감강목》(通鑑綱目)의 춘추필법을 무시하고, 자유분방하고 독창적인 견해와 풍부한 내용을 담고 있다.

## 전기 자료
- 원중도, 《가설재집》 권17, 이온릉전

## 같이 보기
- 양명학
- 왕양명
- 고증학
- 성리학
- 정제두

1. 1 2 3 4 5 6 7 8  미조구치, 유조 (2022). 《이탁오 평전》. 글항아리.